# Demonax semixeniscus
Demonax semixeniscus là một loài bọ cánh cứng trong họ Cerambycidae.